# Tomasz Kiesewetter
Tomasz Kiesewetter (ur. 8 września 1911 w Sosnowcu, zm. 29 listopada 1992 w Łodzi) – polski kompozytor muzyki poważnej, filmowej i teatralnej, dyrygent i pedagog.

## Życiorys
W 1936 ukończył Konserwatorium Warszawskie, gdzie studiował kompozycję pod kierunkiem Piotra Rytla, dyrygenturę w klasie Waleriana Bierdiajewa oraz grę na fortepianie u Zofii Rabcewiczowej i Margerity Trombini-Kazuro.
W latach 1936–1938 był asystentem Bierdiajewa w klasie dyrygentury, orkiestry i chóru. W tym czasie dyrygował orkiestrami symfonicznymi w Warszawie, Krakowie, Wilnie, Berlinie, Sztokholmie. W 1938 przebywał w Salzburgu na kursie dyrygentury w Mozarteum, w latach 1938–1939 kierował chórem im. Stanisława Moniuszki oraz zespołami orkiestrowymi Polskiego Radia w Łodzi, gdzie wykładał w Konserwatorium Heleny Kijeńskiej-Dobkiewiczowej (późniejsza Akademia Muzyczna im. Grażyny i Kiejstuta Bacewiczów w Łodzi .
W czasie wojny działał w ruchu oporu, biorąc czynny udział w walce przeciwko niemieckim okupantom.
Po wojnie został wykładowcą w łódzkiej PWSM (obecnie Akademii Muzycznej), gdzie jako profesor nadzwyczajny (od 1959) prowadził zajęcia z kompozycji, dyrygentury, instrumentacji i czytania partytur .
W latach 1945–1970 dyrygował Orkiestrą Filharmonii Łódzkiej, Ludowego Instytutu Muzycznego w Łodzi, Polskiego Radia w Łodzi oraz orkiestrą łódzkiej PWSM . Przez wiele lat pełnił funkcję przewodniczącego Oddziału Związku Kompozytorów Polskich w Łodzi.
18 maja 1946 dyrygował Orkiestrą Filharmonii Łódzkiej, która akompaniowała Grażynie Bacewicz podczas prawykonania jej II Koncertu skrzypcowego skomponowanego rok wcześniej.
Zmarł w listopadzie 1992, pochowany w alei zasłużonych na cmentarzu komunalnym Doły w Łodzi (kwatera XI-43-2).

## Ordery i odznaczenia
- Order Sztandaru Pracy I klasy (1985)
- Krzyż Komandorski Orderu Odrodzenia Polski (1975)
- Krzyż Oficerski Orderu Odrodzenia Polski (1964)
- Złoty Krzyż Zasługi (1954)
- Medal 40-lecia Polski Ludowej
- Medal 10-lecia Polski Ludowej (28 lutego 1955)[6]
- Odznaka tytułu honorowego „Zasłużony Nauczyciel Polskiej Rzeczypospolitej Ludowej”
- Odznaka „Zasłużony Działacz Kultury”
- Honorowa Odznaka Miasta Łodzi

Źródło:.

## Nagrody
- 1950 – Państwowa Nagroda Artystyczna III stopnia za prace kompozytorskie, oparte na pieśni ludowej, specjalnie za II Suitę Polską i za II Symfonię[8]

- 1955 – nagroda na II Festiwalu Muzyki Polskiej za Suitę nr 1 Tańce polskie na orkiestrę symfoniczną (1947)
- 1967 – Nagroda I stopnia Ministra Kultury i Sztuki
- 1968 – nagroda na konkursie chóralnym w Łodzi za pieśń Siedem strof o słowikach (1968) na chór mieszany
- 1974 – Nagroda I stopnia Ministra Kultury i Sztuki
- 1975 – nagroda na XVI Festiwalu Polskich Sztuk Współczesnych we Wrocławiu za muzykę do Operetki Witolda Gombrowicza
- 1981 – Nagroda I stopnia Ministra Kultury i Sztuki

## Twórczość

### Muzyka poważna
|  | Utwory orkiestrowe - Menuetto na małą orkiestrę symfoniczną (1933) - Concerto grosso na orkiestrę (1934) - Tempo di marcia na orkiestrę symfoniczną (1934) - Przygody żeglarza Sindbada, poemat symfoniczny (1936) - Suita nr 1 Tańce polskie [wersja I] na orkiestrę symfoniczną (1947) - Symfonia nr 1 B-dur (1948) - Krzesany w stylu góralskim na orkiestrę (1949) - Walc na orkiestrę (1949) - Koncert na altówkę i orkiestrę D-dur (1950) - Suita nr 2 Suita taneczna na orkiestrę symfoniczną (1950) - Suita nr 3 Suita w stylu dawnych baletów na małą orkiestrę symfoniczną (1951) - Uwertura olimpijska na orkiestrę (1952) - Symfonia nr 2 D-dur (1952) - Suita nr 1 Tańce polskie [wersja II] na wielką orkiestrę dętą (1952) - Suita nr 4 Notatki z podróży na orkiestrę (1953) - Igraszki z diabłem, polka na małą orkiestrę symfoniczną (1955) - Suita nr 1 Tańce polskie [wersja III] na orkiestrę mandolinową (1955) - Wesoły tramwajarz, galop na orkiestrę (1957) - Symfonia nr 3 (1958) - Caballero, ole! na orkiestrę symfoniczną (1960) - Suita nr 5 Zagłoba Swatem na orkiestrę (1961) - Koncert w dawnym stylu na organy i orkiestrę smyczkową (1961) - Suita nr 6 Cyrk na wielką orkiestrę symfoniczną (1966) - Bajka o żołnierzu tułaczu [wersja I], uwertura na orkiestrę dętą (1967) - Baśń o szklanej górze, uwertura na 4 akordeony, kontrabas i perkusję (1968) - Nokturn na wielką orkiestrę dętą (1970) - Opowieść o dziurawym bębnie, uwertura na orkiestrę (1971) - Koncert organowy nr 2 (1979) - Mozartowski koncert wiolonczelowy (1991) | Utwory sceniczne - Stańczyk (Królewski błazen), balet w 3 aktach w 4 obrazach (1954) - Bal samotnych, operetka w 3 aktach (1963) - Porwanie, teatrada muzyczna w dawnym stylu na kanwie ballady Antoniego Edwarda Odyńca (1964) Utwory wokalne - Stabat Mater, oratorium na sopran, chór żeński i organy (1944) - Trzy pieśni w stylu ludowym na głos i fortepian (1949) - Tryptyk na baryton lub głos średni z towarzyszeniem orkiestry lub fortepianu (1968) - Siedem strof o słowikach na chór mieszany (1968) - Orkiestro, zaśpiewaj o sobie, kantata na solistów, chór mieszany i wielką orkiestrę symfoniczną (1969) - Messa a quatro tromboni (1984) Utwory kameralne - Kwartet smyczkowy nr 1 D-dur (1933) - Kwintet na instrumenty dęte B-dur (1951) - Kwartet smyczkowy nr 2 C-dur (1953) Utwory na instrumenty solowe - Fugi na organy (1934) - Trzy mazurki na fortepian (1953) - Sonatina na fortepian (1959) - Espana na fortepian solo z towarzyszeniem orkiestry symfonicznej (1960) - Sonatina na klarnet z fortepianem (1968) - L'Improvisatione na harfę (1970) - Preludium i toccata C-dur na organy (1991) - Suite des danses excentriques na dwa fortepiany (1992) |

### Muzyka teatralna
(na podstawie Encyklopedii Teatru Polskiego)
|  | - 1947 – Celestyna (Fernando de Rojas) - 1947 – Burza (William Szekspir) - 1948 – Igraszki z diabłem (Jan Drda) - 1948 – Lew na placu (Ilja Erenburg) - 1949 – Pies ogrodnika (Lope de Vega) - 1949 – Dwa teatry (Jerzy Szaniawski) - 1949 – Na dnie (Maksim Gorki) - 1950 – Wieczór Trzech Króli (William Szekspir) - 1951 – Chory z urojenia (Molier) - 1951 – Sługa dwóch panów (Carlo Goldoni) - 1952 – Intryga i miłość (Friedrich Schiller) - 1955 – Zbójcy (Friedrich Schiller) - 1956 – Święto Winkelrida (Jerzy Andrzejewski) - 1957 – Dramat księżycowy (Roman Brandstaetter) - 1957 – Kram z piosenkami (Leon Schiller) - 1958 – Dwaj panowie z Werony (William Szekspir) | - 1959 – Młynek do kawy (Konstanty Ildefons Gałczyński) - 1960 – Strach i nędza III Rzeszy (Bertolt Brecht) - 1961 – Żaby (Arystofanes) - 1961 – Ondyna (Jean Giraudoux) - 1962 – Kubuś Puchatek (A.A. Milne) - 1965 – Pobożna Marta (Tirso de Molina) - 1970 – Morderstwo w Monkswell (Agatha Christie) - 1974 – Ciężkie czasy (Michał Bałucki) - 1974 – Wesele Figara (Pierre Beaumarchais) - 1975 – Operetka (Witold Gombrowicz) - 1978 – Zemsta (Aleksander Fredro) - 1980 – Historia Parysa, królewicza trojańskiego (Henryk Jurkowski) - 1982 – Damy i huzary (Aleksander Fredro) - 1983 – Lekarz mimo woli (Molier) - 1989 – Rewizor (Nikołaj Gogol) |

### Muzyka filmowa
(na podstawie Filmu Polskiego)
- 1946 – Byliśmy na wczasach – film dokumentalny
- 1946 – Symbol C – film dokumentalny
- 1947 – Rybactwo morskie – film dokumentalny
- 1947 – Wrocław miasto studentów – film dokumentalny
- 1951 – Walka trwa – film dokumentalny
- 1951 – Gromada – film fabularny
- 1953 – Trzy opowieści – film dokumentalny
- 1953 – Przygody Gucia pingwina – film animowany
- 1956 – Szkice węglem – film dokumentalny
- 1962 – Kwiaty z Zalipia – film dokumentalny
- 1962 – Ballada o królewnie Lilianie – film animowany